# 凌源市
凌源市（りょうげん-し）は中華人民共和国遼寧省朝陽市に位置する県級市。

## 歴史
市名は大凌河の水源であることに由来する。建平県との境界付近には、紀元前4000年から3000年の紅山文化後期の遺跡である牛河梁遺跡が位置している。
戦国時代は燕の右北平郡に属し、その後秦・前漢により沿襲された。後漢になると凌源は烏桓、後に鮮卑の勢力地となった。晋代以降は鮮卑慕容氏の勢力下に置かれ前燕が、その後苻堅により前秦がこの地に建国された。
北魏・北斉は営州建徳郡、隋代になると遼西郡、唐代には営州柳城の管轄とされた。遼代が成立すると1007年（統和25年）に大定府楡州和衆県、元代には大寧路和衆県とされた。
明代は営州衛の管轄地とされたが開発されることなく放置されていたが、1740年（乾隆5年）に清朝により承徳府の下に塔子溝庁が設置され本格的な開発が進められた。1778年（乾隆43年）には建昌県と改編している。中華民国が成立すると1914年（民国3年）1月に塔溝県、更に8月には凌源県と改称された。

1991年12月21日に県級市に昇格し凌源市と改編され現在に至る。

## 行政区画
8街道弁事処、16鎮、5郷、1民族郷を管轄する。
- 街道弁事所：東城街道、北街街道、南街街道、凌北街道、熱水湯街道、興源街道、紅山街道、城関街道
- 鎮：万元店鎮、宋杖子鎮、三十家子鎮、楊杖子鎮、刀爾登鎮、松嶺子鎮、四官営子鎮、溝門子鎮、小城子鎮、四合当鎮、烏蘭白鎮、瓦房店鎮、大河北鎮、牛営子鎮、三道河子鎮、劉杖子鎮
- 郷：大王杖子郷、前進郷、北炉郷、仏爺洞郷、河坎子郷
- 民族郷：ゴラブ・ゲル・モンゴル・ウンドゥストゥヌ・シャン（三家子蒙古族郷）

## 交通

### 鉄道
- 中国国家鉄路集団
  - 京瀋旅客専用線
    - 牛河梁駅

  - 錦承線

### 道路
- 高速道路
  -  長深高速道路
- 国道
  -  G101国道
  -  G306国道（中国語版）